# Björn Collarp
Björn Collarp, född 10 augusti 1947 i Stockholm, död 10 mars 2009 i Stockholm, var en svensk författare som debuterade 1985 med romanen Tårar för Alexander, som bland annat är en skildring av homosexuell kärlek. Författaren har lovordats för sin lyhörda inlevelse och förmåga att bygga upp starkt laddade stämningar. Hans novell Söndag i Uppsala publicerades i det första numret av tidskriften lambda nordica 1989.
Förutom romaner har Collarp även skrivit radiopjäser. Han arbetade också som dramaturg på Sveriges Radio och som lärare i dramatik på författarskolan på Biskops-Arnö.